# 真空期待値
真空期待値（しんくうきたいち、英: vacuum expectation value）とは、場の量子論において、あるボース粒子の場 {\displaystyle \,\phi }の期待値{\displaystyle \,\langle \phi \rangle }が、真空においてもゼロでない値を持つこと、またはその値を言う。
単純積のときはワイトマン関数になり、左から右へ時間の大きさの順に場の演算子を並べると因果グリーン関数になる。また場の演算子の多重交換関係に時間の順序を表す階段関数の積をかけて真空期待値をとると、遅延グリーン関数になる。
エネルギー運動量テンソルの真空期待値が宇宙定数である。